# Henry Hugglemonster
Henry Hugglemonster (Henry Monstrinho (no Brasil) ou Henry, O Monstro Feliz (em Portugal)) é uma série animada pré-escolar da Disney Junior que estreou em 15 de abril de 2013 nos Estados Unidos e no dia 25 de maio de 2013 em Portugal. É transmitida no Disney Junior no Brasil e em Portugal.

## Sinopse
Henry é um hugglemonstro que vive com a sua família numa cidade chamada Vilarrugido, onde vivem várias aventuras.

## Personagens
- Henry Hugglemonstro – Henry é o protagonista da série, ele adora brincar com os seus amigos monstros é amarelo com chifres azuis e verde-flurescente, as asas também são azuis.
- Cobby Hugglemonstro – Cobby é azul e é o irmão mais "cool" do Henry, ele constrói e inventa coisas para a sua família divertir.
- Summer Hugglemonstro – A Summer é cor-de-rosa e é boa em dança, ela é extrovertida, corajosa e brincalhona, ela adora cantar muito bem.
- Pai – Pápi é verde com chifres azuis, ele é chefe do posto de correio de Vilarrugido e é o pai de Henry.
- Mãe – Mámi é rosa como a Summer e é professora de piano e é o chefe da família.
- Ivor Hugglemonstro – Ivor é de cor-lima, é o mais novo porque tem 10 meses e não sabe falar, nem voar, nem andar. Só sabe gatinhar.

### Outros monstros
- Vóvó
- Estela
- Eduardo
- Danzel
- Isabella Roarson
- Monstroini

## Palavras inventadas
Na série, existem uma série de palvras-válise ditas pelas personagens:
- Rugincrível (Rugido + Incrível)
- Rugitástico (Rugido + Fantástico)
- Rosnal (Rugido + Bestial)
- MammaMonstro Mia (Mamma Mia + Monstro)

## Dublagem
| Personagem | Dublador           | Dobrador         |
| ---------- | ------------------ | ---------------- |
| Henry      | Matheus Ferreira   | Helena Montez    |
| Summer     | Luiza Porto        | Sandra de Castro |
| Cobby      | Ítalo Luiz         | Solange Santos   |
| Pápi       | Armando Tiraboschi | Carlos Macedo    |
| Mámi       | Alessandra Araujo  | Carla Mendes     |
| Ivor       |                    | Ana Vieira       |

## Episódios
| Temporada | Temporada | Episódios | Exibição original     | Exibição original      |
| Temporada | Temporada | Episódios | Estreia de temporada  | Final de temporada     |
| --------- | --------- | --------- | --------------------- | ---------------------- |
|           | 1         | 52        | 15 de abril de 2013   | 2 de maio de 2014      |
|           | 2         | 52        | 24 de outubro de 2014 | 30 de novembro de 2015 |